# Kanał Królewski (Długa-Narew)
Kanał Królewski – kanał wodny łączący pierwotnie rzekę Długą i Narew. Kanał Królewski jest położony ok. 1,5 km na wschód od Kanału Żerańskiego, na terenie warszawskiej dzielnicy Białołęka oraz na terenie gminy Nieporęt. Obecnie istniejący w formie szczątkowej.

## Historia
Rejon Kanału Królewskiego pod względem liczby i częstości zmian w krajobrazie i nazewnictwie wodnym na stosunkowo niewielkiej przestrzeni jest ewenementem w skali całego Mazowsza.
W XVII wieku z polecenia króla Zygmunta III Wazy zbudowano dwór myśliwski w Nieporęcie nad rzeką Długą. Wkrótce po zbudowaniu dworu, król kazał rzekę "doprowadzić do porządku , aby ściągnąć wody z puszczy, gdyż zagrażała wylewami dworowi myśliwskiemu. Najczęściej to wydarzenie uznaje się za początek budowy Kanału Królewskiego.
Przebudowę układu hydrologicznego wraz procesem kolonizacji podmokłych obszarów na północ od Warszawy, której efektem było powstanie Kanału Królewskiego można podzielić na kilka faz:
1) Przed powstaniem dworu Wazów w Nieporęcie - dokumenty pisane opisują Nieporęt jako miejscowość leżącą nad rzeką Długą. Dobra Nieporęckie od Białołęki, Bródna i Jabłonny rozgranicza rzeka Brodnia. 
2) Po zbudowaniu w początkach XVII w. dworu Wazów, rzekę Długą skierowano do koryta Brodnii oraz zbudowano rów doprowadzający wodę z rzeki do dworu - rów ten ciągnął się od dzisiejszej granicy pomiędzy Nieporętem, a Aleksandrowem, a jego przebieg pokrywa się z późniejszym Kanałem Królewskim. Najstarszą mapą na której jest on zaznaczony ten rów, jest pochodząca z 1797 roku mapa części lasów klucza Nieporęckiego (fragment poniżej).
Istniejący do początków XIX w. układ hydrologiczny wraz z przebiegiem rzek Długiej i Czarnej jest widoczny ma mapie Perthéesa:
- rzeka Długa od Marek płynie korytem przepływając na północ od Kobiałki, następnie pomiędzy Rembelszczyzną a Kątami Węgierskimi i a następnie wpada do Brodni i razem płyną do Narwi w okolicach Wieliszewa, (nastąpiła zmiana koryta rzeki Długiej w stosunku do opisów sprzed budowy dworu Wazów - można przypuszczać, że skierowanie Długiej do koryta Brodni stanowiło opisywane w dokumentach "zebranie wód z puszczy").
- rzeka Czarna płynie od Strugi przez obecny rezerwat "Łęgi Czarnej Strugi" w okolice Olesina, skręca na północ przepływając przez tereny późniejszych kopalń torfu w Izabelinie, a następnie przepływa przez Nieporęt i uchodzi do Narwi.

3) Początek XVIII w. 
Z początkiem XVIII wieku powstaje w miejscu dawnych rozlewisk Długiej pierwsza w rejonie przyszłego Kanału Królewskiego kolonia - Józefowo, czyli dzisiejszy Józefów. Wraz z powstaniem tej kolonii następują kolejne zmiany w układzie hydrologicznym widoczne m.in. na mapie Gily-Crona z 1800r oraz na rosyjskiej mapie z 1811r.:
- koryto rzeki Długiej w okolicach obecnej drogi 632 zostaje skierowane na północny wschód i łączy się z rzeką Czarną. Na pochodzących z tego okresu mapach rzeka przepływająca przez Nieporęt jest oznaczana jako "rzeka Długa" - Nieporęt ponownie leży nad rzeką Długą.

4) Okres po wojnach napoleońskich 
Do wyniszczonego wojnami kraju właściciele ziemscy sprowadzają kolonistów, który mają zagospodarować nieużytki. Na podmokłych terenach dóbr Nieporęckich powstają kolonie Izabelin, Stanisławów, Aleksandrów. W 1817 roku powstaje plan, osuszenia terenów kolonii Izabelin, Stanisławów, Aleksandrów opracowany przez inżyniera Królewskiego Korpusu Budowy Dróg i Mostów Postawkę. Na planie tym jest zaznaczony ślad starego, wyschniętego rowu do dworu i stawu wraz z przekrojami poprzecznymi i podłużnym. Plan ten zakłada budowę nowego kanału w miejscu starego rowu na terenie Nieporętu oraz budowę kanałów na terenie nowych kolonii. Nowe kanały mają 2 pręty (ok. 3,4 m) szerokości na dnie oraz brzegi nachylone pod kątem 45 stopni. Poniżej fragment planu przedstawiający przebieg starego rowu oraz końcową część przekroju podłużnego tego rowu.
5) Lata 30. XVIII w.
W latach 30. XVIII w. na Topograficznej Karcie Królestwa Polskiego po raz pierwszy pojawia się nazwa Kanał Królewski. Co najmniej do połowy lat 50. XVII w. jest  używana zarówno do określenia obecnego kanału Królewskiego jak i do określenia Kanału Bródnowskiego. W tym okresie wykonywane są kolejne zmiany w układzie hydrologicznym
- zbudowany zostaje kanał Bródnowski i do niego zostaje skierowana rzeka Długa,
- od Strugi do Izabelina, koryto rzeki Czarnej zostaje przesunięte na północ z rejonu obecnego rezerwatu Łęgi Czarnej Strugi do obecnego koryta, a sam Izabelin rzeka Czarna opływa po wchdodniej stronie.

6) Kolejnym etapem przebudowy Kanału Królewskiego jest zmiana przebiegu kanału pomiędzy obecną drogą 632, a kanałem Nowym oraz skierowanie do niego rzeki Czarnej widoczne na rosyjskiej mapie z 1891r. Na mapie tej Kanał Królewski rozciąga się od Augustówka do Nieporętu.
7) W latach 60. XX w. Kanał Królewski, na odcinku od Aleksandrowa do Nieporętu, został inkorporowany do Kanału Żerańskiego, a ok. kilometrowy odcinek na terenie Stanisławowa Pierwszego został włączony do rzeki Czarnej.

## Nazwa
Pierwszym dokumentem w którym pojawia się nazwa "Kanał Królewski" jest Topograficzna Karta Królestwa Polskiego z 1839 r. Została ona użyta dla określenia budowanych w latach 30. XIX w. kanałów. Można przypuszczać, że nazwa kanału jest związana z istniejącym wówczas Królestwem Polskim.